# Swan (Elisa)
Swan è una canzone di Elisa del 2005 scritta per il film Melissa P. di Luca Guadagnino e pubblicata come singolo nello stesso anno.
È stata inclusa nella colonna sonora del film, alla quale Elisa ha partecipato anche con alcuni brani strumentali. Nel film è presente anche una versione acustica del brano, che non è stata inclusa nella colonna sonora e che non è reperibile altrove.
Swan è stata inserita anche nel primo greatest hits della cantautrice, Soundtrack '96-'06, pubblicato l'anno successivo, mentre nel 2007 è stata riarrangiata e inserita in Caterpillar.

## Il singolo
Il singolo della canzone è stato pubblicato il 31 ottobre 2005 in digitale e il 25 novembre 2005 in CD e contiene anche due versioni di Rainbow (una delle quali è inclusa anche nella colonna sonora di Melissa P.). Il CD è stato distribuito prima dalla Universal e successivamente (dal 10 febbraio 2006) dalla Warner.
Il brano entrò nella programmazione radiofonica a partire dal 21 ottobre 2005.
Rimasto nella classifica dei singoli anche nel 2006, si è aggiudicato la posizione numero 19 nella classifica di fine anno dei singoli più venduti nel 2005 in Italia.
Swan è il primo singolo di Elisa ad essere stato pubblicato in formato digitale.

## Video musicale
Il video del brano, uscito il 1º novembre 2005, è stato girato da Luca Guadagnino, che aveva già diretto Elisa nel video di Luce (tramonti a nord est), Broken e Asile's World. Oltre ad Elisa che canta suonando la chitarra, il video vede alcune scene del film.

## Tracce
CDS 300 438 1 (Universal)
CDS 3312098033 (Warner)
Download digitale
1. Swan - 4:12 - (E. Toffoli - E. Toffoli, M. Centonze)
2. Rainbow (Bedroom Rockers Remix) - 4:07 - (E. Toffoli)
3. Rainbow (Radio Edit) - 4:10 - (E. Toffoli)

CD promo INS 106
1. Swan - 4:12 - (E. Toffoli - E. Toffoli, M. Centonze)

## Classifica
| Classifica | Posizione massima |
| ---------- | ----------------- |
| Italia     | 3                 |

## Riconoscimenti
- Nastro d'argento
  - 2006 – Candidatura alla miglior canzone originale